# Barbicambarus cornutus
Barbicambarus cornutus е вид ракообразно от семейство Cambaridae.

## Разпространение
Видът е разпространен в САЩ (Кентъки и Тенеси).